# USS Shubrick (DD-639)
USS Shubrick (DD-639) là một tàu khu trục lớp Gleaves được Hải quân Hoa Kỳ chế tạo trong Chiến tranh Thế giới thứ hai. Nó đã tham gia suốt Thế Chiến II, sống sót qua cuộc xung đột, ngừng hoạt động năm 1945 và bị tháo dỡ năm 1947. Nó là chiếc tàu chiến thứ tư của Hải quân Hoa Kỳ được đặt theo tên Chuẩn đô đốc William B. Shubrick (1790-1874), người tham gia các cuộc Chiến tranh 1812 và Chiến tranh Mexico-Hoa Kỳ.

## Thiết kế và chế tạo
Shubrick được chế tạo tại Xưởng hải quân Norfolk ở Portsmouth, Virginia. Nó được đặt lườn vào ngày 17 tháng 2 năm 1942; được hạ thủy vào ngày 18 tháng 4 năm 1942, và được đỡ đầu bởi bà Grosvenor Bemis, cháu năm đời của Chuẩn đô đốc Shubrick. Con tàu được cho nhập biên chế cùng Hải quân Hoa Kỳ vào ngày 7 tháng 2 năm 1943 dưới quyền chỉ huy của Thiếu tá Hải quân Thiếu tá Hải quân Louis A. Bryan.

## Lịch sử hoạt động

### Đại Tây Dương và Địa Trung Hải

#### Chiến dịch Husky
Sau khi hoàn tất việc chạy thử máy, Shubrick lên đường đi sang Bắc Phi cùng một đoàn tàu vận tải lớn vào ngày 8 tháng 6 năm 1943. Đi đến nơi, nó chuẩn bị để tham gia Chiến dịch Husky, cuộc đổ bộ của lực lượng Đồng Minh lên Sicily, Ý, và vào ngày 10 tháng 7 đã bắn pháo hỗ trợ cho Trận đổ bộ Gela. Nó đối đầu với các khẩu đội pháo bờ biển đối phương, tiêu diệt một điểm tập trung xe tăng, rồi rút lui để bảo vệ các tàu vận chuyển gần bờ. Trong các ngày 11 và 12 tháng 7, nó bắn rơi hai máy bay đối phương; và sau hai chuyến đi đến Bizerte, cùng một hoạt động bắn phá bờ biển, nó đã hộ tống cho tàu tuần dương hạng nhẹ Savannah (CL-42) đi đến Palermo. Tại đây, trong một cuộc không kích ban đêm vào ngày 4 tháng 8, nó bị một quả bom 500 lb (230 kg) đánh trúng giữa tàu, làm ngập nước hai khoang động cơ khiến con tàu mất hoàn toàn động lực; chín người đã thiệt mạng và 20 người khác bị thương trong cuộc tấn công này. Nó được chiếc Nauset (AT-89) kéo vào bên trong cảng để sửa chữa khẩn cấp, rồi được đưa đến Malta để đưa vào ụ tàu sửa chữa. Sử dụng chỉ một chân vịt, con tàu quay trở về Hoa Kỳ, về đến New York vào ngày 9 tháng 10 để được sửa chữa triệt để.

#### Chiến dịch Overlord
Sau khi hoàn tất sửa chữa và huấn luyện ôn tập vào tháng 1 năm 1944, Shubrick thực hiện hai chuyến hộ tống vận tải sang châu Âu và quay về trước khi tham đội bắn phá Normandy tại Belfast, Bắc Ireland. Sau khi hộ tống thiết giáp hạm Nevada (BB-36) và năm tàu tuần dương đi sang các bãi đổ bộ Normandy, nó chiếm lấy vị trí hỗ trợ hỏa lực của chính nó, và lúc 05 giờ 50 phút ngày 6 tháng 6 đã khai hỏa vào các mục tiêu được chỉ định sẵn. Nó tiếp tục bắn pháo khi lực lượng đổ bộ, trước khi ngừng bắn lúc 06 giờ 30 phút để tránh bắn nhầm vào đồng đội. Nó ở lại ngoài khơi các bãi đổ bộ Normandy trong hơn một tháng, làm nhiệm vụ hộ tống, bắn pháo hỗ trợ, tuần tra chống tàu phóng lôi và tàu ngầm đối phương, xen kẻ với những chuyến quay trở về Anh để tiếp tế. Vào ngày 27 tháng 6, nó hộ tống sáu xuồng phóng lôi PT boat đi đến Cherbourg, nơi họ trinh sát hệ thống phòng thủ của đối phương bằng các thu hút hỏa lực phòng ngự. Bản thân chiếc tàu khu trục cũng chịu đựng đạn pháo đối phương trước khi hoàn tất nhiệm vụ. Nó rời khu vực Normandy lần cuối cùng vào ngày 11 tháng 7, rồi gia nhập một đội đặc nhiệm năm ngày sau đó để hướng sang Địa Trung Hải.

#### Chiến dịch Dragoon
Vào ngày 12 tháng 8, Shubrick khởi hành từ Malta cùng bốn tàu sân bay hộ tống và năm tàu khu trục khác để hỗ trợ trên không cho Chiến dịch Dragoon, cuộc đổ bộ của lực lượng Đồng Minh lên miền Nam nước Pháp vào ngày 15 tháng 8. Cuộc đổ bộ chỉ gặp sức kháng cự nhẹ nên lực lượng được giải thể vào ngày 30 tháng 8. Đến ngày 6 tháng 9, chiếc tàu khu trục khởi hành từ Oran để quay trở về đại tu tại Hoa Kỳ.

### Thái Bình Dương
Sau khi được đại tu, Shubrick thực hiện một chuyến hộ tống vận tải đến Taranto, Ý, rồi tiến hành huấn luyện dọc theo vùng bờ Đông Hoa Kỳ. Vào ngày 1 tháng 2 năm 1945, nó băng qua kênh đào Panama để gia nhập Hạm đội Thái Bình Dương, và sau khi được huấn luyện bổ sung, nó khởi hành từ Trân Châu Cảng vào ngày 21 tháng 4, hộ tống cho thiết giáp hạm USS Mississippi đi Okinawa. Vào ngày 12 tháng 5, nó cùng một tàu khu trục khác hỗ trợ cho cuộc đổ bộ lên Tori Shima, bắn rơi hai máy bay tấn công. Nó hoàn tất một lượt tuần tra cột mốc radar vào giữa tháng 5; nhưng đang khi trên đường thực hiện lượt thứ hai lúc 00 giờ 10 phút ngày 29 tháng 5, nó bị hai máy bay kamikaze tấn công. Một chiếc đã đâm trúng con tàu; quả bom nó mang theo kích nổ làm thủng một lỗ hổng 30 ft (9,1 m) bên mạn phải, và nó bị hư hại thêm do những quả mìn sâu của chính nó phát nổ. Thoạt tiên tình hình có vẽ vô vọng, và tàu khu trục Van Valkenburg (DD-656) đã cặp bên mạn lúc 01 giờ 13 phút để chuyển những vật liệu mật, di tản những người bị thương và không cần thiết. Tuy nhiên cuối cùng thủy thủ đoàn kiểm soát được việc ngập nước, và con tàu được chiếc tàu kéo ATR-9 kéo đến Kerama Retto. Nó bị tổn thất 35 người thiệt mạng và mất tích, cùng 25 người bị thương trong cuộc tấn công.

### Sau chiến tranh
Shubrick được sửa chữa khẩn cấp cho đến ngày 15 tháng 7, khi nó bắt đầu quay trở về Hoa Kỳ chỉ với một động cơ, về đến Xưởng hải quân Puget Sound vào ngày 10 tháng 8. Do xung đột đã kết thúc, Văn phòng Tàu chiến quyết định không sửa chữa nó vào ngày 17 tháng 8. Con tàu được cho xuất biên chế vào ngày 16 tháng 11 năm 1945 và rút tên khỏi danh sách Đăng bạ Hải quân vào ngày 28 tháng 11; lườn tàu sau đó được bán cho hãng National Metal and Steel Corporation tại đảo Terminal, Los Angeles, và bắt đầu tháo dỡ từ ngày 28 tháng 9 năm 1947.

## Phần thưởng
Shubrick được tặng thưởng bốn Ngôi sao Chiến trận do thành tích phục vụ trong Thế Chiến II.